# 치타 (축구인)
치타(1958년 4월 1일 ~ )는 브라질의 은퇴한 축구 선수이다.

## 국가대표 경력
그는 1979년 브라질대표팀에 데뷔했다. 그는 1990년 FIFA 월드컵 대표 선수로 선발되었다. 그는 국제 A매치 31경기에 출전해서 6골을 득점하였다.

## 통계
| 브라질 | 브라질 | 브라질 |
| 연도   | 출전   | 골     |
| ------ | ------ | ------ |
| 1979   | 4      | 2      |
| 1980   | 3      | 1      |
| 1981   | 7      | 2      |
| 1982   | 0      | 0      |
| 1983   | 8      | 1      |
| 1984   | 2      | 0      |
| 1985   | 0      | 0      |
| 1986   | 0      | 0      |
| 1987   | 0      | 0      |
| 1988   | 0      | 0      |
| 1989   | 6      | 0      |
| 1990   | 1      | 0      |
| 합계   | 31     | 6      |